# Aleksandra Sikorowa
Aleksandra Sikorowa (ur. 7 sierpnia 1924 w Rembiosze, zm. 31 grudnia 2016) – polska zoolog, hydrobiolog. Profesor doktor habilitowany.

## Kariera zawodowa
Magisterium w 1952 roku, doktorat w 1960 na UMK w Toruniu, habilitacja w 1975 na ART w Olsztynie. W roku 1985 zatrudniona na stanowisku profesora nadzwyczajnego. Prodziekan Wydziału Ochrony Wód i Rybactwa Śródlądowego ART w Olsztynie (1969-73), członek Rady Naukowej Instytutu Rybactwa Śródlądowego w Olsztynie.

## Badania
Przedmiotem badań Aleksandry Sikorowej była biologia, ekologia, ochrona i rekultywacja wód śródlądowych, badania fauny dennej i ich funkcji w ekosystemach, składu gatunkowego i powiązań ekologicznych, znaczenia wskaźnikowego, wieloletnie badania fauny w aspekcie zmian w ich zespołach pod wpływem zabiegów rekultywacyjnych (m.in. Jeziora Długiego w Olsztynie), rewizja systematyki Chaoboridae występujących w Polsce, opis nowych dla fauny Polski gatunków, rozmieszczenie geograficzne, statystyczne opracowanie cech systematycznych wszystkich stadiów rozwojowych, znaczenie Chaoboridae w ekosystemach, migracje gatunków wodnych.
Opublikowała ponad 60 rozpraw i monografii. Ważniejsze prace: 
- Wpływ usuwania wód hypolimnionu na zachowanie się fauny dennej profundalu Jeziora Kortowskiego (1960),
- Changes of the distribution and number of the bottom fauna as an effect of artificial lake aeration (1978),
- Morfologia, biologia i ekologia gatunków Chaoborus Lichteinsteim (Diptera, Culicidae) występujących w Polsce (1973).

## Odznaczenia
- Złoty Krzyż Zasługi (1973)